# NGC 1599
NGC 1599 (другие обозначения — MCG -1-12-16, IRAS04292-0441, PGC 15403) — спиральная галактика (Sc) в созвездии Эридан.
Этот объект входит в число перечисленных в оригинальной редакции «Нового общего каталога».
В галактике вспыхнула сверхновая SN 2005aq типа IIn, её пиковая видимая звездная величина составила 17,3.